# Dragon Ball: The Magic Begins
Dragon Ball: The Magic Begins (chinês tradicional: 新七龍珠　神龍的傳說, pinyin: Xīn qī lóng zhū Shén lóng de chuán shuō) é um filme em live-action taiwanês baseado na franquia Dragon Ball. É um remake não-oficial do primeiro filme da série Dragon Ball: A Lenda de Shenlong, sendo produzido em 1991. O longa foi filmado em Taiwan, mas algumas cenas foram filmadas na Tailândia,

## Enredo
Para conquistar a humanidade e governar o universo, o Rei Horn sai em busca de todas as sete Esferas do Dragão. Com duas, já em suas mãos, cabe agora ao grupo de heróis liderado por Goku, derrotar os guerreiros do Rei Horn, Zebrata e Maria, antes que o mundo esteja na posse do mal.